# Wegennet van Cuba
Het wegennet van Cuba (voor het vervoer met motorvoertuigen) heeft een totale lengte van 52 202 kilometer, hiervan zijn 17 212 kilometer verharde wegen. Dit komt neer op een lengte van 157 meter verharde weg per km². Het wegennet omvat 654 kilometer aan snelwegen en 400 kilometer aan andere doorgaande (snel)wegen met meerdere rijstroken per weghelft. In totaal zijn er 3815 bruggen, voornamelijk gemaakt van gewapend beton (95%).
Vanuit juridisch en administratief oogpunt zijn de wegen in Cuba als volgt ingedeeld:
- Van nationaal belang: snelwegen (autopistas), doorgaande (snel)wegen met meerdere rijstroken per weghelft, hoofdwegen die provincies met elkaar verbinden (Carretera Central), de wegen die grotere steden in de provincies met de provinciehoofdsteden verbinden, wegen naar belangrijke toetistische centra(inclusief de dijken (pedraplenes) die naar de cayos leiden), de wegen naar vliegvelden, havens, spporwegknooppunten suikerfabrieken en andere belangrijke economische centra. Deze wegen staan onder het beheer van het Ministerie van Transport.
- Van provinciaal belang (deze wegen staan onder beheer van de Provinciale Raden).
- Van gemeentelijk belang (deze wegen staan onder het beheer van het gemeentebestuur).

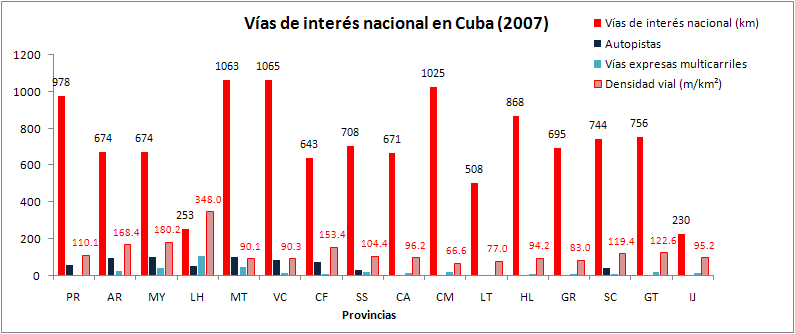
Verdeling van de lengte van wegen van nationaal belang per provincie, waaronder snelwegen en wegen met meerdere rijstroken per rijrichting.

Het wegennet van nationaal belang beslaat een lengte van 11 554 kilometer en zijn vrijwel allemaal verhard (beton of asfalt), met uitzondering van wegen die in aanbouw zijn. Dit netwerk omvat alle provincies van het land, inclusief de speciale gemeente Isla de la Juventud.

## Belangrijkste wegen
De belangrijkste wegen in Cuba zijn:
- De Carretera Central (N-1) met een totale lengte van 1435 kilometer (aangelegd in 1931) bestrijkt alle provincies en doet alle provinciale hoofdsteden aan, met uitzondering van Cienfuegos. Het is een tweebaansweg, met een rijstrook in iedere rijrichting. De weg heeft een breedte van 6,30 meter op het platteland (tussen de steden).

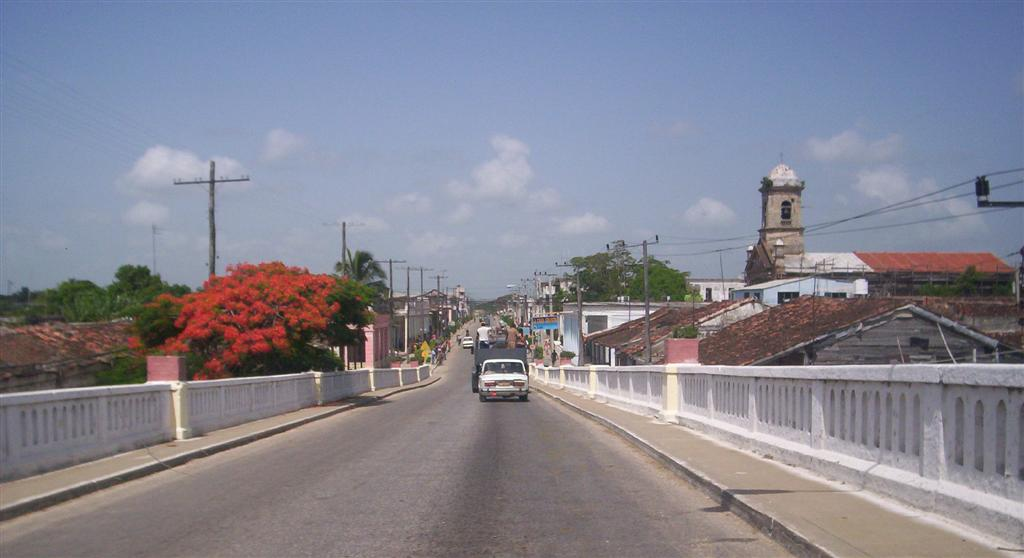
Carretera Central in Santo Domingo, Villa Clara.

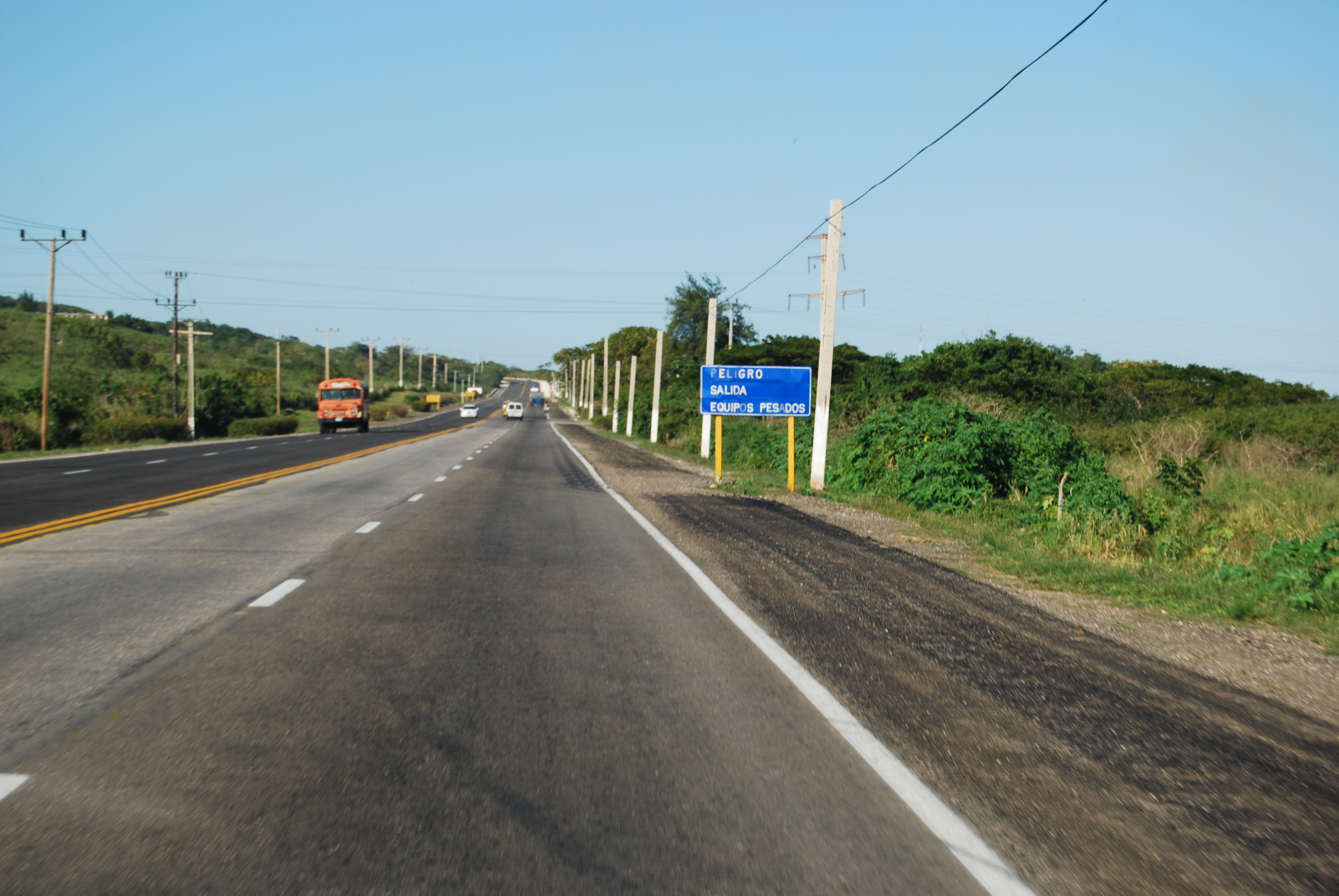
De Vía Blanca tussen Havana en Matanzas

- De Autopista Nacional  (A-1 vanuit Havana richting het oosten, A-4 vanuit Havana richting het westen). In totaal is 597 kilometer van deze oorspronkelijk 900 kilometer geplande weg berijdbaar. De weg verbindt Havana met de steden Santa Clara en Sancti Spiritus in het oosten en met Pinar del Río in het westen. Ook doorkruist deze weg de provincies Mayabeque, Matanzas en Cienfuegos in het oosten en Artemisa in het westen. Een ander gedeelte van deze weg, in het uiterste oosten van Cuba, verbindt Palma Soriano met Santiago de Cuba en gedeeltelijk van deze stad naar Guantánamo. De verbinding tussen de weg naar Guantánamo en Havana is nog niet voltooid.Ook het gedeelte tussen Palma Soriano en Jatibonico is nog niet voltooid. Het project is namelijk stilgelegd in de jaren '90 door de economische crisis die toen in Cuba heerste.
- De Vía Blanca , een snelweg met vier rijstroken (2×2) van 138 kilometer lang, die Havana verbindt met de stad Matanzas en de toeristische stad Varadero, meanderend langs de noordkust. Deze snelweg is gebouwd tussen 1954 en 1960. De weg wordt gezien als de eerste Cubaanse snelweg en een van de drukste van het land.

## Snelwegen (Autopistas)
| Wegnummer | Snelweg                             | Route                                                          | Lengte                             | Notas |
| --------- | ----------------------------------- | -------------------------------------------------------------- | ---------------------------------- | --- |
|           | A1 (Autopista Nacional)             | Havana-Santa Clara-Sancti Spíritus-Santiago de Cuba-Guantánamo | 900 km, waarvan 448 km opengesteld | De opengestelde weggedeelten zijn: - Havana-Santa Clara-Sancti Spíritus-Taguasco (354 km) - Palma Soriano-Santiago (53 km) - La Maya-Guantánamo (41 km) |
|           | Primer Anillo de La Habana          | Tunnel van Havana-Marianao                                     | 36 km                              | Inclusief de Vía Monumental |
|           | Autopista La Habana-Melena          | Havana-Melena del Sur                                          | 32 km                              | |
|           | A4 (Autopista Nacional Oeste)       | Havana-Artemisa-Pinar del Río                                  | 156 km                             | Inclusief de stedelijke autopista van oost naar west in het stedelijke gebied van Havana.                                                               |
|           | Vía Blanca                          | Havana-Matanzas-Varadero-Cárdenas                              | 150 km (138 als snelweg)           | Tolpoort bij binnenrijden van Varadero |
|           | Autopista del Mediodía              | Havana-San Antonio de los Baños                                | 18 km                              | |
|           | Autopista La Habana-Mariel          | Havana-Mariel                                                  | 26 km                              | Ookwel de Carretera Panamericana genoemd |
|           | Autopista de la Isla de la Juventud | Nueva Gerona-La Fe                                             | 15 km                              | |

## Andere wegen
Naast deze wegen zijn er andere secundaire wegen die deze primaire wegen kruisen. Het gaat hier om wegen die van noord naar zuid lopen, in tegenstelling tot de hoofdwegen die van west naar oost lopen. Zo zijn alle plekken op het eiland bereikbaar. Dit zijn de voornaamste trajecten:
- Traject noord tot west (245 km): Begint in Havana en loopt evenwijdig aan de noordkust van het land tussen Havana en de haven van Mariel (34 kilometer). Het is een 4-baans snelweg (2x2), met eensmalle middenberm en ongelijke kruisingen. De weg loopt verder langs de noordelijke kustvlakte van de provincies Artemisa en Pinar del Río, grenzend aan de Sierra del Rosario en de Cordillera de los Órganos, door de gemeenten Bahía Honda, La Palma en Viñales, tot aan Mantua aan de westkant van het eiland .
- Traject noord tot west (732 km). De weg omvat allereerst de 138 km van de Vía Blanca. Nadat na Varadero de stad Cárdenas wordt bereikt, doorkruist de weg het noorden van de provincies Villa Clara (steden Sagua la Grande, Remedios en Caibarién), Sancti Spiritus (Yaguajay), Ciego de Ávila (Morón), Camagüey (Esmeralda en de toegangsweg tot de industriële havenstad Nuevitas) en Las Tunas (Manatí en Puerto Padre), en bereikt de stad Holguin waar hij de Carretera Central ontmoet.
- Traject centraal-zuiden (491 Km) Begint vanaf de Carretera Central in de stad Artemisa, en volgt een parallelle koers zuidelijk van deze weg. Door de gemeenten Alquizar en Guira de Melena van de provincie Artemisa, komt de weg op het grondgebied van de provincie Mayabeque door Batabanó (toegang tot zuidkust) en gaat zuidelijk langs de stad Guines. Hierna vervolgt de weg naar San Nicolás de Bari naar de Autopista Nacional. Tot aan Nueva Paz loopt dit traject over de Autopista Nacional. De weg gaat noordwaarts verder om het zuiden van de provincie Matanzas (Union de Reyes Pedro Betancourt, Jaguey Grande en Calimete) te ontsluiten. Het belangrijkste en meest drukke deel van van deze weg is vanaf het knooppunt met de Autopista Nacional in de buurt van Aguada de Pasajeros (provincie Cienfuegos). vanaf hier vervolgt de weg in zuidoostelijke richting tot de stad Cienfuegos wordt bereikt. De weg zet zich voort langs de zuidkust, langs het Escambray gebergte en bereikt de koloniale toeristenstad Trinidad en blijft in de provincie Sancti Spiritus Hier sluit de weg uiteindelijk aan op de Carretera Central.
- Carretera van Las Tunas naar Bayamo (77 km). Deze weg kan worden gezien als een onderdeel van de Carretera Central. De Carretera Central loop van Las Tunas via Holguín naar Bayamo, maar door een rechtstreekse verbinding van Las Tunas naar Bayamo wordt het traject van de Autopista Nacional met 59 kilometer verkort.
- Traject noordelijk Oost-Cuba (245 km). Deze weg verbindt Holguín met de steden Mayarí, Sagua de Tánamo, het industriële centrum van Moa, en bereikt uiteindelijk de stad Baracoa in de provincie Guantánamo (de route tussen Moa en Baracoa is niet geasfalteerd en kent vele gebreken door geografische redenen (aardbevingen, modderstromen, etc.)
- Traject Guacanayabo-zuidelijk Oost-Cuba (347 km).Deze weg wordt gevormd door de Carretera Bayamo-Manzanillo-Pilón en de Carretera Granma (Pilón-Santiago de Cuba). Allereerst verbindt deze weg daarmee de twee grootste steden van de provincie Granma. Vanaf de stad Manzanillo gaat de weg langs de kust van de Golf van Guacanayabo (door de gemeenten Campechuela en Medialuna en biedt toegang tot Niquero). De weg loopt van noord naar zuid door de uitlopers van de Sierra Maestra en bereikt zo Pilón. De weg vervolgt ten zuiden van de Sierra Maestra langs de zuidkust van het eiland en geeft toegang tot het toeristische centrum van Marea del Portillo. Vanaf hier heet de weg Carretera Granma. De weg vervolgt zich op het grondgebied van de provincie Santiago de Cuba door de gemeente Guamá tot de stad Santiago de Cuba wordt bereikt. De Carretera Granma is 202 kilometer lang en een van de meest recente werken aan wegen van de Cubaanse overheid (1990) en een van de meest complexe die in Cuba is gebouwd. De weg bevat 81 bruggen, waaronder de langste brug van het land (860 meter) over de rivier Peladero. Ook bevat de weg twee tunnels; één in Cotovelo (800 meter) en één in Palma Mocha (500 meter). In beide gevallen is voor een tunnel gekozen, omdat andere mogelijkheden onmogelijk waren. Dit komt door de geografie van het land enerzijds en de diepte van de zee aan de kust anderzijds. De weg is in de afgelopen jaren ernstig aangetast door orkanen en wordt momenteel onderhouden.

De trajecten rondom belangrijke steden (ringwegen), maken deel uit van het hoofdnetwerk van het land. Vaak zijn dit wegen met meerdere rijstroken. De steden Havana (Vía Monumental-binnen ring), Matanzas, Cienfuegos, Santa Clara, Sancti Spiritus, Ciego de Ávila, Camagüey, Las Tunas, Holguín, Bayamo, Manzanillo en Santiago de Cuba hebben een gedeeltelijk of gehele ringweg. Ook secundaire steden zoals San Cristóbal, San Antonio de los Baños, Bejucal, Nueva Gerona, Jagüey Grande, Aguada de Pasajeros; Remedios (in aanbouw), Caibarién, Trinidad, Morón, Esmeralda, Nuevitas, Puerto Padre en Mayarí beschikken over een ringweg.
Andere belangrijke wegen worden in Cuba pedraplen(es) genoemd. Deze zijn in de jaren '90 gebouwd om toegang te bieden aan de cayos in het noorden van Cuba, waardoor zij zijn veranderd in toeristische trekpleisters. Het zijn wegen die gebouwd zijn in ondiep zeewater. De ondergrond is van steen en wordt afgewisseld met enkele bruggen om het water door te laten. De belangrijkste pedraplenes zijn die van Cayo Coco en die van Caibarién naar Cayo Santa María (48 km).
Het nationale wegennetwerk omvat ook bergwegen in de vier grote bergketens van het eiland: in het westen, het Guaniguanico-gebergte (tussen Guane en Artemisa, 337 km), in centraal Cuba het Guamuhaya-massief of Escambray (verbinding tussen Trinidad, Manicaragua, Cumanayagua en Fomento, 233 km) en in het oosten in de Sierra Maestra (340 km) en in het Nipe-Sagua-Baracoa-massief (Vía Mulata, Sagua-Guantánamo, Maisí, 559 km).